# Список млекопитающих Буркина-Фасо
Это список видов млекопитающих, зарегистрированных в Буркина-Фасо. В Буркина-Фасо насчитывается 136 видов млекопитающих, из которых нет видов, находящихся на грани исчезновения, 2 вида находятся под угрозой исчезновения, 7 являются уязвимыми и 3 вида близки к уязвимому положению. 1 из видов, перечисленных для Буркина-Фасо, больше не встречается в дикой природе.
Следующие теги используются для выделения статуса сохранения каждого вида по оценке МСОП:
- — вымершие в дикой природе виды
- — исчезнувшие в дикой природе, представители которых сохранились только в неволе
- — виды на грани исчезновения (в критическом состоянии)
- — виды под угрозой исчезновения
- — уязвимые виды
- — виды, близкие к уязвимому положению
- — виды под наименьшей угрозой
- — виды, для оценки угрозы которым не хватает данных

Некоторые виды были оценены с использованием более ранних критериев. Виды, оцененные с использованием этой системы, имеют следующие категории вместо угрожаемых и наименее опасных:
| LR/cd | Lower risk/conservation dependent | Виды, которые были в центре внимания программ сохранения и, возможно, перешли в категорию более высокого риска, если эта программа была прекращена. |
| LR/nt | Lower risk/near threatened        | Виды, которые близки к тому, чтобы классифицироваться как уязвимые, но не являются объектом программ сохранения.                                    |
| LR/lc | Lower risk/least concern          | Виды, для которых не существует идентифицируемых рисков.                                                                                            |

## Подкласс:Звери

### Инфракласс:Плацентарные

#### Отряд:Трубкозубые(трубкозубы)
- Семейство: Трубкозубовые
  - Род: Трубкозубы
    - Трубкозуб, Orycteropus afer

#### Отряд:Хоботные(слоны)
- Семейство: Слоновые
  - Род: Африканские слоны

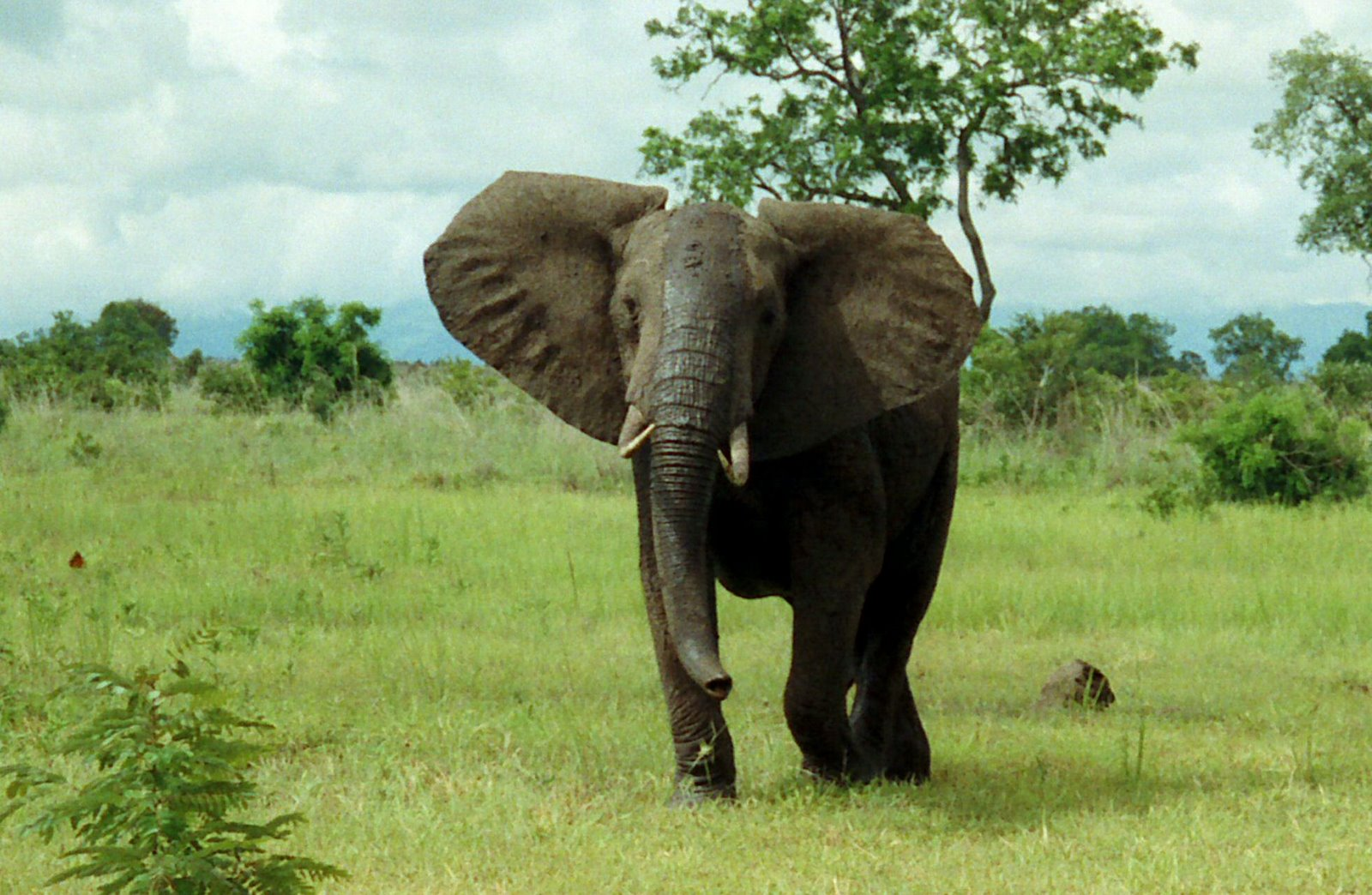
Саванный слон

    - Саванный слон, Loxodonta africana

#### Отряд:Приматы
- Подотряд: Мокроносые приматы
  - Инфраотряд: Лориобразные
    - Семейство: Галаговые
      - Род: Галаго

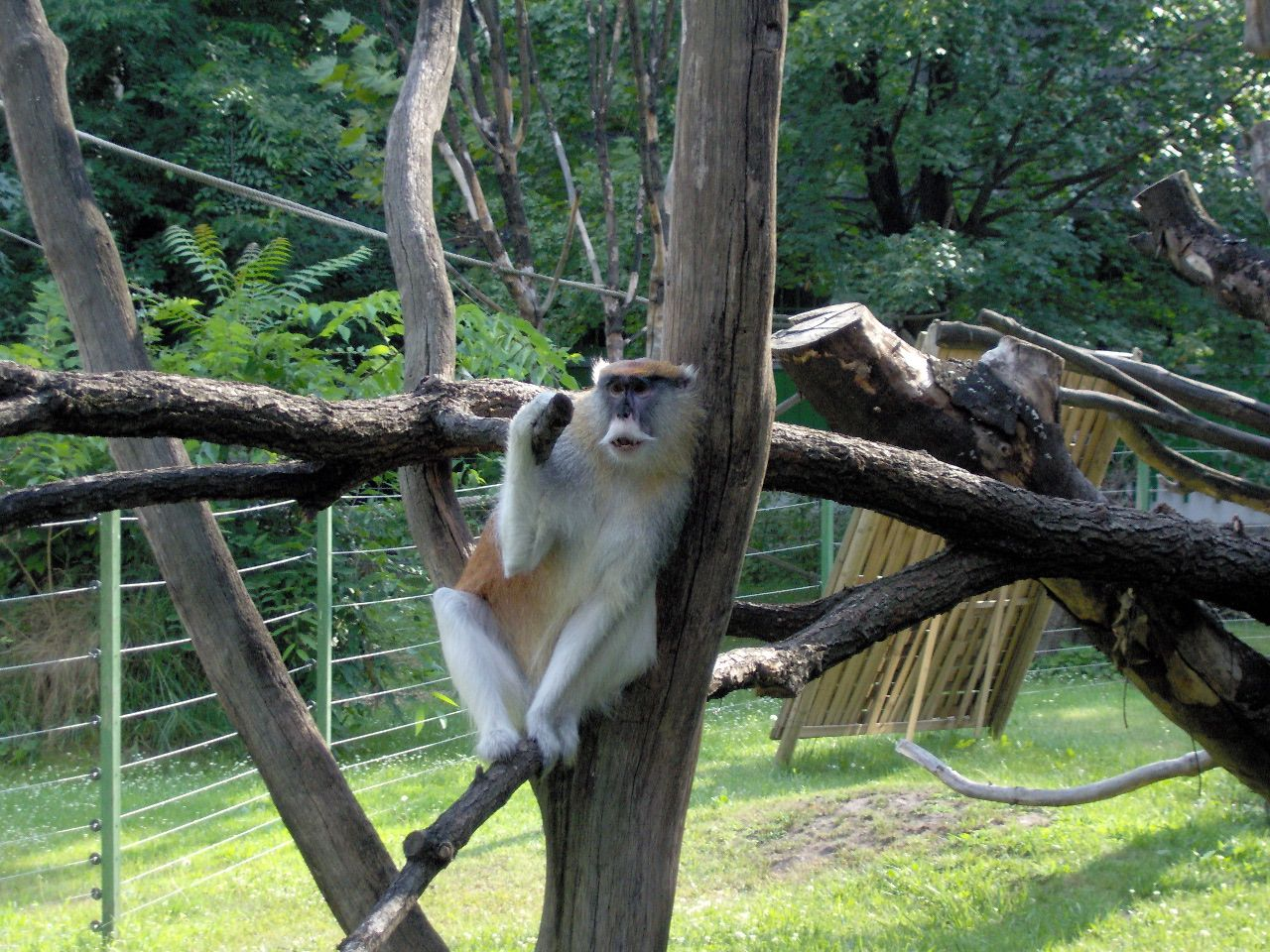
Мартышка-гусар

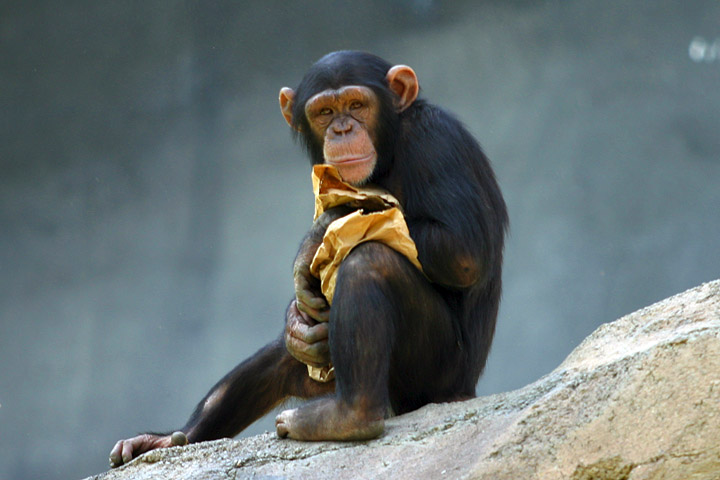
Обыкновенный шимпанзе

        - Галаго Демидова, Galagoides demidoff LR/lc
        - Сенегальский галаго, Galago senegalensis LR/lc
- Подотряд: Сухоносые приматы
  - Инфраотряд: Обезьянообразные
    - Парвотряд: Узконосые обезьяны
      - Надсемейство: Собакоголовые
        - Семейство: Мартышковые (Обезьяны Старого Света)
          - Род: Мартышки-гусары
            - Мартышка-гусар, Erythrocebus patas LR/lc

          - Род: Зелёные мартышки
            - Зелёная мартышка, Chlorocebus sabaeus LR/lc
            - Танталусская мартышка, Chlorocebus tantalus LR/lc

          - Род: Павианы
            - Павиан анубис, Papio anubis LR/lc

      - Надсемейство: Человекообразные обезьяны
        - Семейство: Гоминиды (люди)
          - Подсемейство: Гоминины
            - Триба: Гоминини
              - Род: Шимпанзе
                - Обыкновенный шимпанзе, Pan troglodytes

#### Отряд:Грызуны(грызуны)
- Подотряд: Дикобразообразные

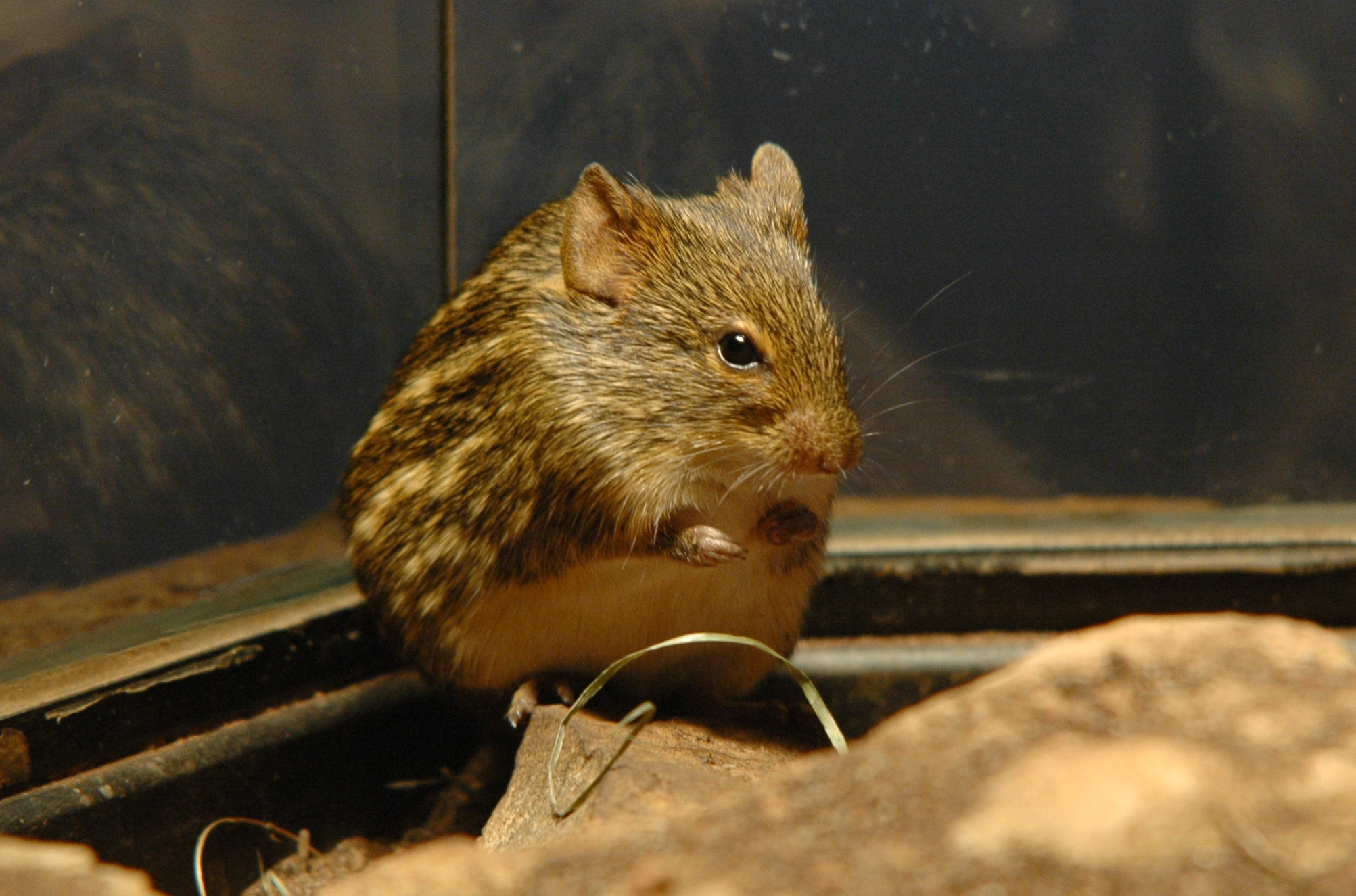
Полосатая мышь

  - Семейство: Дикобразовые (Дикобразы Старого Света)
    - Род: Дикобразы
      - Хохлатый дикобраз, Hystrix cristata
- Подотряд: Белкообразные
  - Семейство: Беличьи (белки)
    - Подсемейство: Xerinae
      - Триба: Xerini
        - Род: Земляные белки
          - Полосатая земляная белка, Xerus erythropus 

      - Триба: Protoxerini
        - Род: Полосатые белки
          - Белка Уинтона, Funisciurus substriatus 

        - Род: Солнечные белки
          - Гамбианская белка, Heliosciurus gambianus 

  - Семейство: Соневые (сони)
    - Подсемейство: Graphiurinae
      - Род: Африканские сони
        - Соня Келлена, Graphiurus kelleni
- Подотряд: Мышеобразные
  - Семейство: Тушканчиковые (тушканчики)
    - Подсемейство: Dipodinae
      - Род: Пустынные тушканчики
        - Египетский тушканчик, Jaculus jaculus 

  - Семейство: Незомииды
    - Подсемейство: Dendromurinae
      - Род: Толстые мыши
        - Северная толстая мышь, Steatomys caurinus 
        - Западная толстая мышь, Steatomys cuppedius 

    - Подсемейство: Cricetomyinae
      - Род: Хомяковые крысы
        - Гамбийская хомяковая крыса, Cricetomys gambianus 

  - Семейство: Мышиные (мыши, крысы, полевки, песчанки, хомяки и т. д.)
    - Подсемейство: Деомииновые
      - Род: Иглистые мыши
        - Acomys johannis 

    - Подсемейство: Песчанковые
      - Род: Desmodilliscus
        - Десмодиллискус, Desmodilliscus braueri 

      - Род: Карликовые песчанки
        - Аравийская карликовая песчанка, Gerbillus henleyi 
        - Суданская песчанка, Gerbillus nancillus 
        - Нигерийская песчанка, Gerbillus nigeriae 

      - Род: Tatera
        - Песчанка Кемпа, Tatera kempi 

      - Род: Голопалые песчанки
        - Гвинейская песчанка, Gerbilliscus guineae 

      - Род: Длиннопалые песчанки
        - Стройная песчанка, Taterillus gracilis 
        - Песчанка Петтера, Taterillus petteri 

    - Подсемейство: Мышиные
      - Род: Травяные мыши
        - Arvicanthis ansorgei 
        - Нилотская травяная мышь, Arvicanthis niloticus 

      - Род: Полосатые травяные мыши
        - Полосатая мышь Беллье, Lemniscomys bellieri 
        - Полосатая мышь, Lemniscomys striatus 
        - Lemniscomys zebra 

      - Род: Многососковые мыши
        - Гвинейская многососковая мышь, Mastomys erythroleucus 
        - Mastomys huberti 
        - Натальская мышь, Mastomys natalensis 

      - Род: Домовые мыши
        - Сенегальская мышь, Mus haussa 
        - Мышь Маттея, Mus mattheyi 
        - Карликовая мышь, Mus minutoides 

      - Род: Мягковолосые крысы
        - Praomys daltoni 
        - Крыса Туллберга, Praomys tullbergi

#### Отряд:Зайцеобразные(зайцеобразные)
- Семейство: Зайцевые (кролики, зайцы)
  - Род: Зайцы
    - Капский заяц, Lepus capensis LR/lc

#### Отряд:Насекомоядные
- Подотряд: Ежеобразные
  - Семейство: Ежовые (ежи)
    - Подсемейство: Настоящие ежи
      - Род: Африканские ежи
        - Белобрюхий ёж, Atelerix albiventris LR/lc
- Подотряд: Землеройкообразные
  - Семейство: Землеройковые (землеройки)
    - Подсемейство: Белозубочьи
      - Род: Белозубки
        - Гамбийская белозубка, Crocidura cinderella 
        - Северонигерийская белозубка, Crocidura foxi 
        - Рыжая белозубка, Crocidura fulvastra 
        - Крошечная белозубка, Crocidura fuscomurina 
        - Белозубка Ламмота, Crocidura lamottei 
        - Мавританская белозубка, Crocidura lusitania 
        - Нигерийская белозубка, Crocidura nigeriae 
        - Сенегальская белозубка, Crocidura viaria 
        - Белозубка Во, Crocidura voi

#### Отряд:Рукокрылые(летучие мыши)
- Семейство: Крылановые (летающие лисицы, летучие мыши Старого Света)
  - Подсемейство: Eidolinae
    - Род: Пальмовые крыланы
      - Пальмовый крылан, Eidolon helvum 

  - Подсемейство: Rousettinae
    - Род: Эполетовые крыланы
      - Большой эполетовый крылан, Epomophorus gambianus 

    - Род: Hypsignathus
      - Молотоголовый крылан, Hypsignathus monstrosus 

    - Род: Lissonycteris
      - Lissonycteris smithi 

    - Род: Карликовые эполетовые крыланы
      - Карликовый эполетовый крылан, Micropteropus pusillus
- Семейство: Гладконосые летучие мыши
  - Подсемейство: Vespertilioninae
    - Род: Африканские кожанки
      - Гвинейский кожан, Neoromicia guineensis 
      - Банановый нетопырь, Neoromicia nanus 
      - Кожан Рендалла, Neoromicia rendalli 
      - Сомалийский кожан, Neoromicia somalicus 

    - Род: Nycticeinops
      - Гладконос Шлиффена, Nycticeinops schlieffeni 

    - Род: Нетопыри
      - Пустынный нетопырь, Pipistrellus deserti 
      - Карликовый камерунский нетопырь, Pipistrellus nanulus 
      - Рыжий нетопырь, Pipistrellus rusticus 

    - Род: Домовые гладконосы
      - Африканский гладконос, Scotophilus dinganii 
      - Scotophilus leucogaster 
      - Scotophilus viridis
- Семейство: Мышехвостые
  - Род: Мышехвосты
    - Мышехвост Хардвика, Rhinopoma hardwickei 
    - Большой мышехвост, Rhinopoma microphyllum
- Семейство: Бульдоговые летучие мыши
  - Род: Малые складчатогубы
    - Складчатогуб Бемеллена, Chaerephon bemmeleni 
    - Складчатоухий складчатогуб, Chaerephon major 
    - Карликовый складчатогуб, Chaerephon pumila 

  - Род: Большие складчатогубы
    - Ангольский складчатогуб, Mops condylurus 
    - Монгаллаский складчатогуб, Mops demonstrator 
    - Складчатогуб-мидас, Mops midas
- Семейство: Футлярохвостые
  - Род: Могильные мешкокрылы
    - Голобрюхий мешкокрыл, Taphozous nudiventris 
    - Могильный мешкокрыл, Taphozous perforatus
- Семейство: Щелемордые
  - Род: Щелеморды
    - Гамбийский щелеморд, Nycteris gambiensis 
    - Мохнатый щелеморд, Nycteris hispida 
    - Большеухий щелеморд, Nycteris macrotis 
    - Египетский щелеморд, Nycteris thebaica
- Семейство: Копьеносые
  - Род: Lavia
    - Желтокрылый ложный вампир, Lavia frons
- Семейство: Подковоносые
  - Подсемейство: Rhinolophinae
    - Род: Подковоносы
      - Дамарский подковонос, Rhinolophus fumigatus 
      - Подковонос Ландера, Rhinolophus landeri 

  - Подсемейство: Hipposiderinae
    - Род: Трезубценосы
      - Обыкновенный трезубценос, Asellia tridens 

    - Род: Подковогубы
      - Абнский листонос, Hipposideros abae 
      - Каффрский листонос, Hipposideros caffer 
      - Hipposideros gigas LC
      - Листонос Джонса, Hipposideros jonesi 
      - Красный листонос, Hipposideros ruber

#### Отряд:Панголины(панголины)
- Семейство: Панголиновые
  - Род: Ящеры
    - Гигантский ящер, Manis gigantea LR/lc
    - Длиннохвостый ящер Manis tetradactyla LR/lc
    - Белобрюхий ящер, Manis tricuspis LR/lc

#### Отряд:Хищные(хищники)
- Подотряд: Кошкообразные
  - Семейство: Кошачьи (кошки)
    - Подсемейство: Малые кошки
      - Род: Гепарды

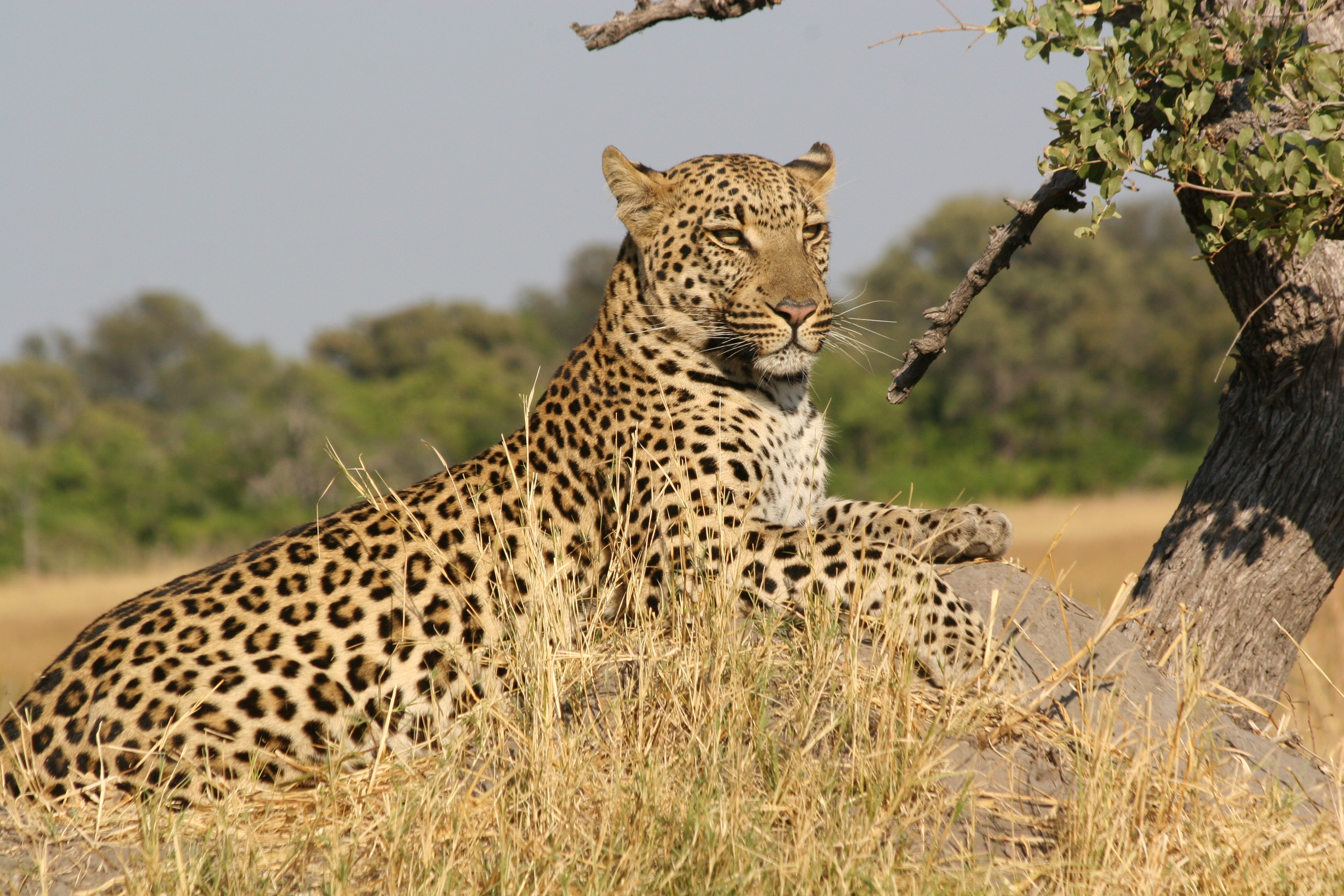
Африканский леопард

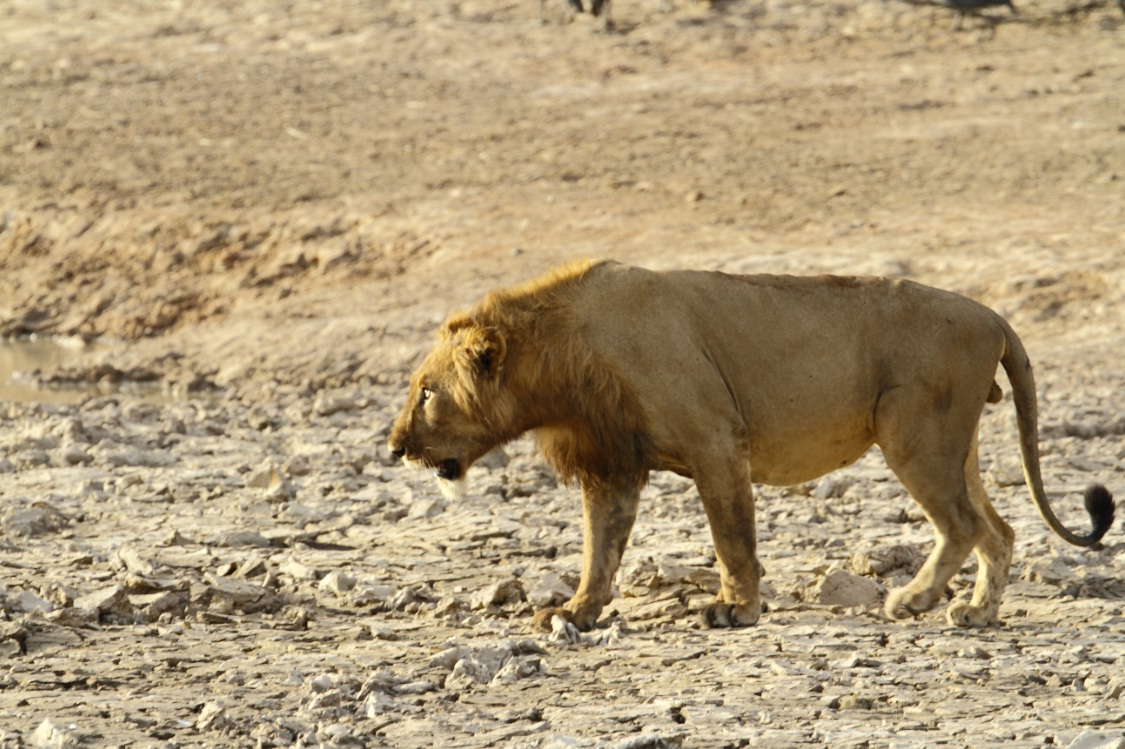
Сенегальский лев

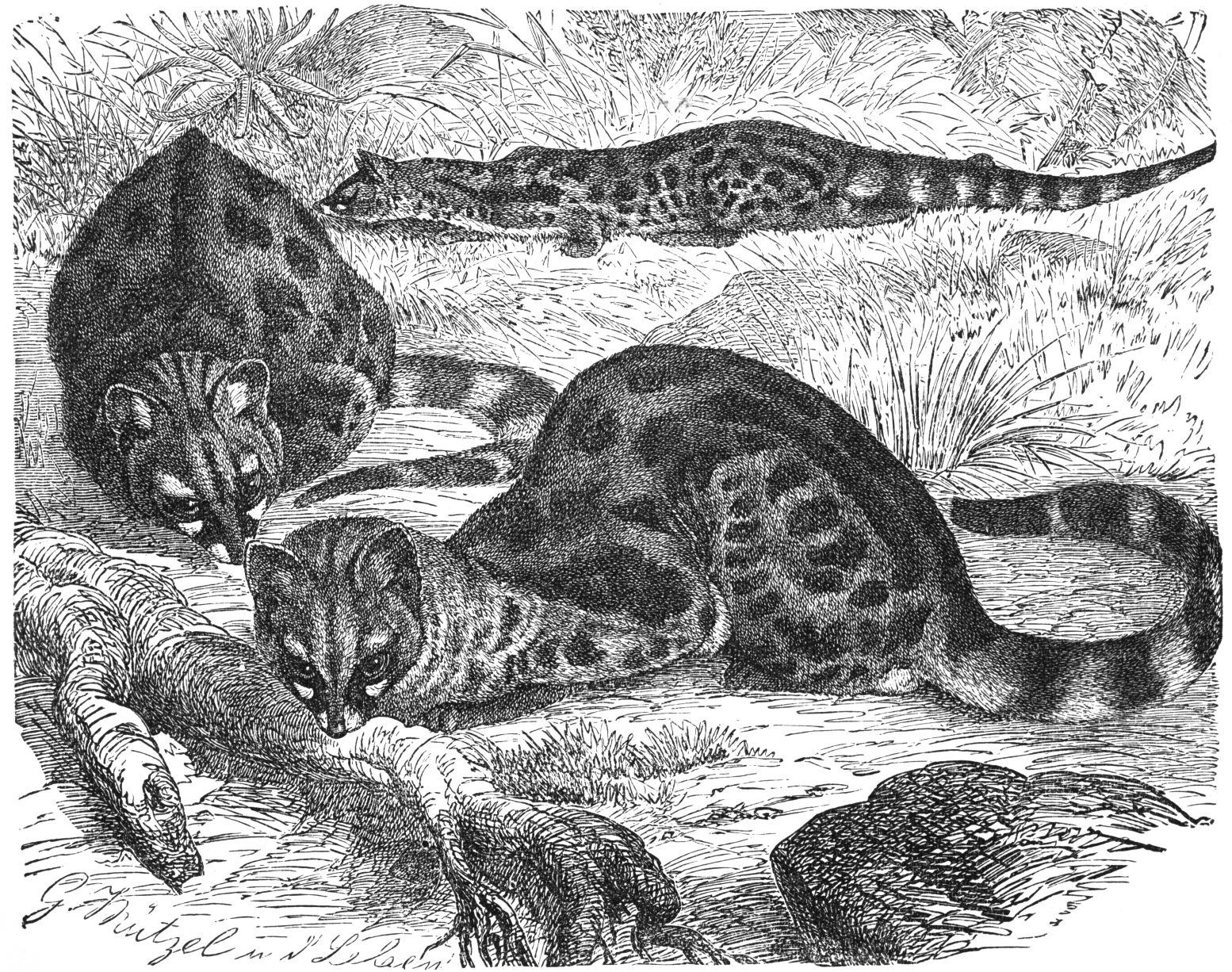
Обыкновенная генетта

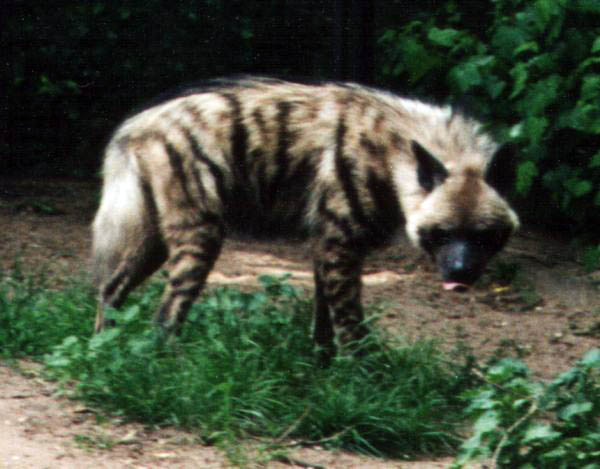
Полосатая гиена

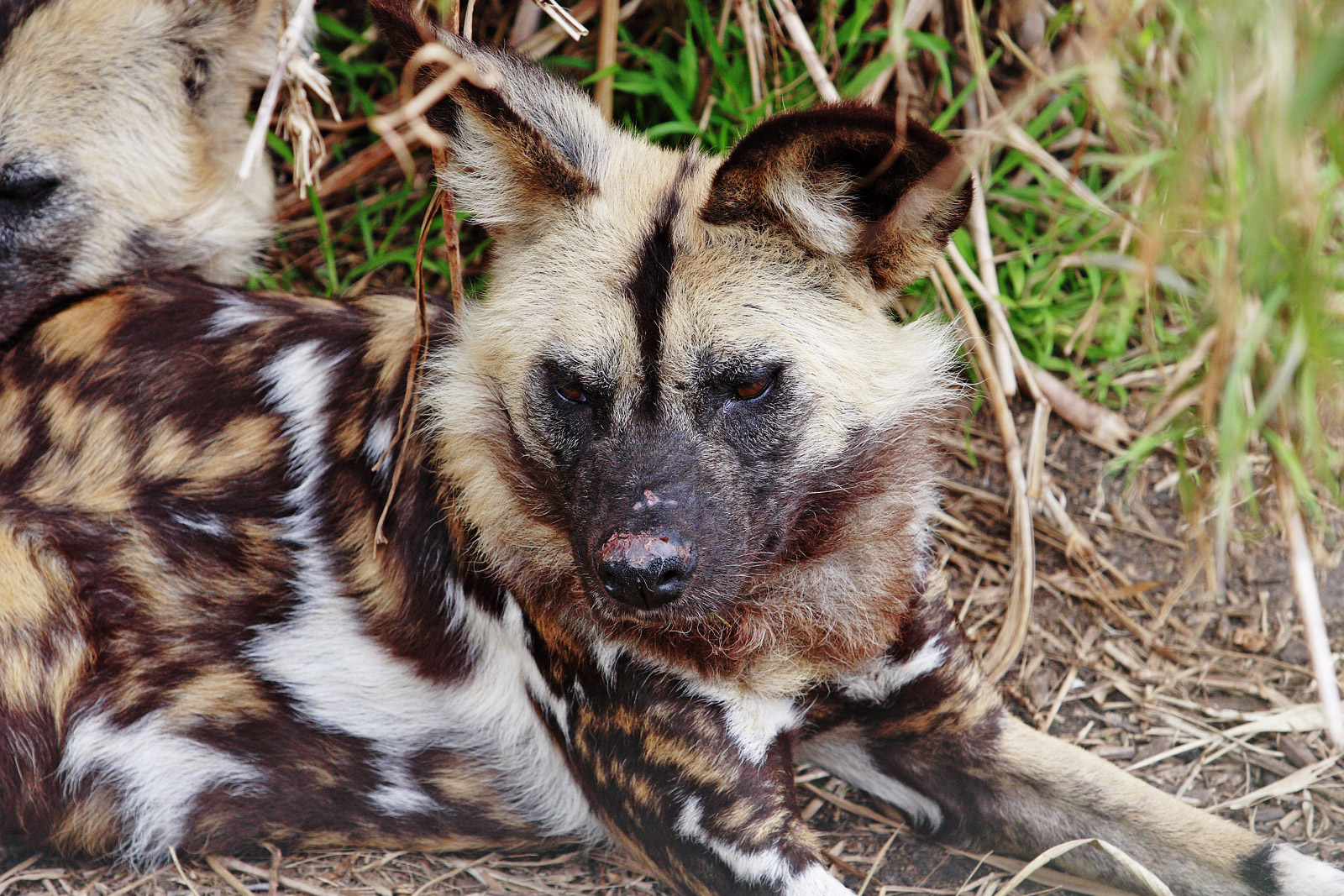
Гиеновидная собака

        - Северо-западный африканский гепард, Acinonyx jubatus hecki 

      - Род: Каракалы
        - Каракал, Caracal caracal 

      - Род: Золотые кошки
        - Золотая кошка, Profelis aurata 

      - Род: Кошки
        - Лесная кошка, Felis silvestris 

      - Род: Сервалы
        - Сервал, Leptailurus serval 

    - Подсемейство: Большие кошки
      - Род: Пантеры
        - Сенегальский лев, Panthera leo senegalensis 
        - Африканский леопард, Panthera pardus pardus 

  - Семейство: Виверровые (циветты, мангусты и т. д.)
    - Подсемейство: Viverrinae
      - Род: Генетты
        - Обыкновенная генетта, Genetta genetta LR/lc
        - Пятнистая генета, Genetta maculata LR/lc
        - Ложная генета, Genetta thierryi LR/lc

  - Семейство: Мангустовые (мангусты)
    - Род: Африканские мангусты
      - Стройный мангуст, Galerella sanguinea LR/lc

    - Род: Белохвостые мангусты
      - Белохвостый мангуст, Ichneumia albicauda LR/lc

  - Семейство: Гиены (гиены)
    - Род: Пятнистые гиены
      - Пятнистая гиена, Crocuta crocuta LR/cd

    - Род: Hyaena
      - Полосатая гиена, Hyaena hyaena LR/nt
- Подотряд: Собакообразные
  - Семейство: Псовые (собаки, лисы)
    - Род: Лисицы
      - Африканская лисица, Vulpes pallida 

    - Род: Волки
      - Полосатый шакал, Canis adustus 

    - Род: Гиеновидные собаки
      - Западноафриканская гиеновидная собака, Lycaon pictus manguensis 

  - Семейство: Куньи (куньи)
    - Род: Африканские хорьки
      - Африканский хорёк, Ictonyx striatus LR/lc

    - Род: Mellivora
      - Медоед, Mellivora capensis LR/lc

    - Род: Hydrictis
      - Белогорлая выдра, Lutra maculicollis 

    - Род: Бескоготные выдры
      - Капская бескоготная выдра, Aonyx capensis

#### Отряд:Парнокопытные(парнокопытные)
- Семейство: Свиньи (свиньи)
  - Подсемейство: Phacochoerinae
    - Род: Бородавочники

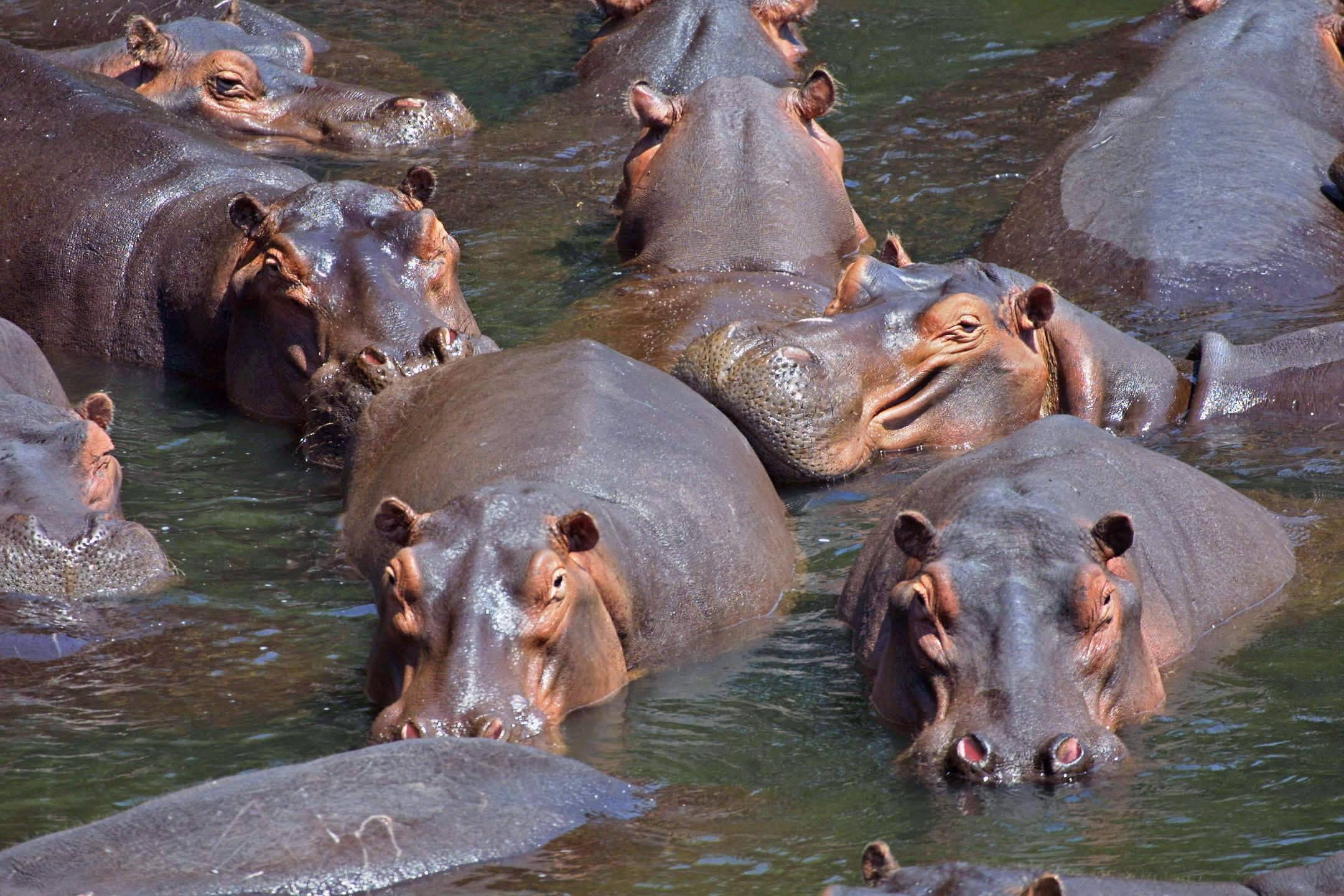
Обыкновенный бегемот

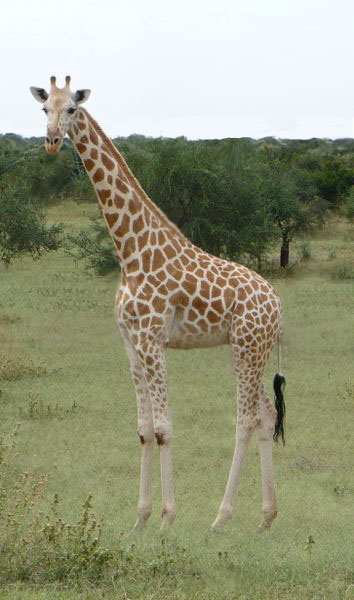
Жираф

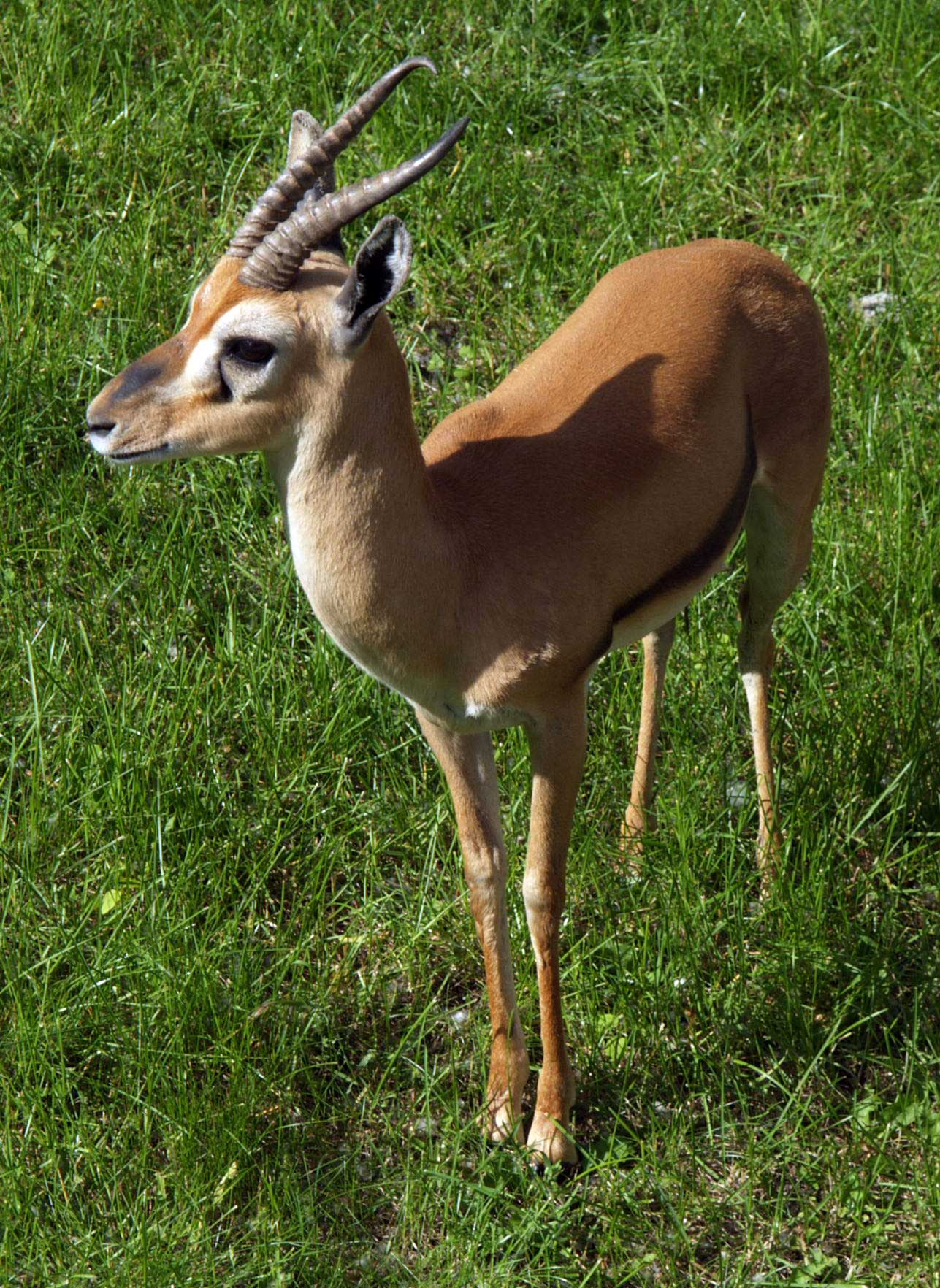
Краснолобая газель

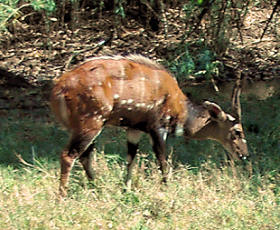
Бушбок

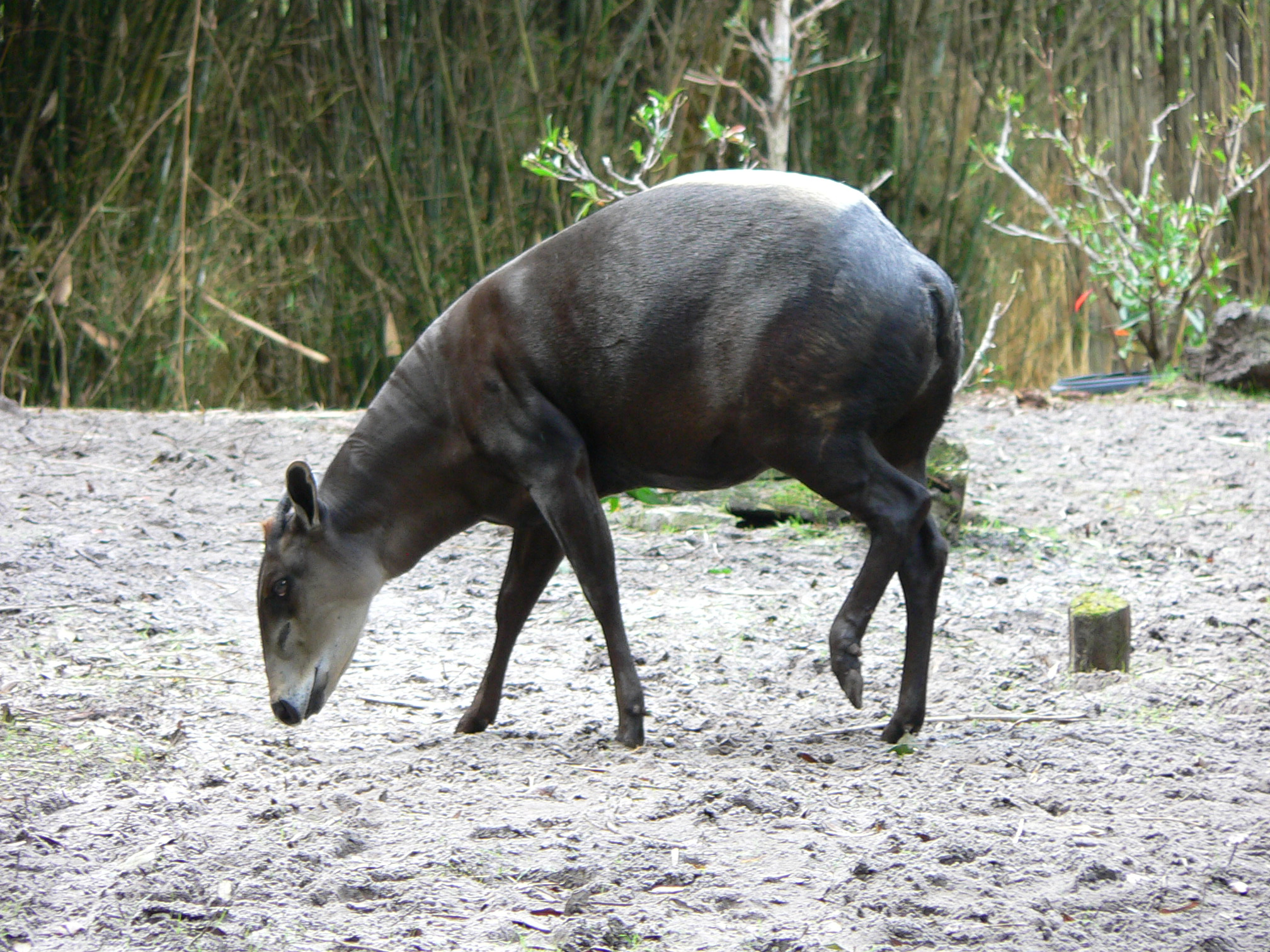
Желтоспинный дукер

      - Бородавочник, Phacochoerus africanus LR/lc
- Семейство: Бегемотовые (бегемоты)
  - Род: Бегемоты
    - Обыкновенный бегемот, Hippopotamus amphibius
- Семейство: Оленьковые
  - Род: Водяные оленьки
    - Водяной оленёк, Hyemoschus aquaticus
- Семейство: Жирафовые (жирафы, окапи)
  - Род: Жирафы
    - Западноафриканский жираф, Giraffa camelopardalis peralta /
- Семейство: Полорогие (крупный рогатый скот, антилопы, овцы, козы)
  - Подсемейство: Бубалы
    - Род: Конгони
      - Хартбист, Alcelaphus buselaphus LR/cd

    - Род: Лиророгие бубалы
      - Топи Damaliscus lunatus LR/cd

  - Подсемейство: Настоящие антилопы
    - Род: Газели
      - Газель-доркас, Gazella dorcas 
      - Краснолобая газель, Gazella rufifrons 

    - Род: Ориби
      - Ориби, Ourebia ourebi LR/cd

  - Подсемейство: Бычьи
    - Род: Африканские буйволы
      - Африканский буйвол, Syncerus caffer LR/cd

    - Род: Лесные антилопы
      - Бонго, Tragelaphus eurycerus LR/nt
      - Бушбок, Tragelaphus scriptus LR/lc

  - Подсемейство: Дукеры
    - Род: Лесные дукеры
      - Черноспинный дукер, Cephalophus dorsalis LR/nt
      - Рыжебокий дукер, Cephalophus rufilatus LR/cd
      - Желтоспинный дукер, Cephalophus silvicultor LR/nt

    - Род: Philantomba
      - Дукер Максвелла, Philantomba maxwellii LR/nt

    - Род: Sylvicapra
      - Кустарниковый дукер, Sylvicapra grimmia LR/lc

  - Подсемейство: Саблерогие антилопы
    - Род: Лошадиные антилопы
      - Лошадиная антилопа, Hippotragus equinus LR/cd

    - Род: Ориксы
      - Сахарский орикс, Oryx dammah 

  - Подсемейство: Водяные козлы
    - Род: Водяные козлы
      - Обыкновенный водяной козёл, Kobus ellipsiprymnus LR/cd
      - Коб, Kobus kob LR/cd

    - Род: Редунки
      - Обыкновенный редунка, Redunca redunca LR/cd